# I Wanna Be Your Dog
«I Wanna Be Your Dog» (укр. Я хочу бути твоїм псом) — пісня, випущена першим синглом прото-панк-гурту The Stooges у 1969 році, що увійшла другим треком у їхній однойменний дебютний альбом. Пісню включено до збірки кращих речей Іггі Попа «A Million in Prizes: The Anthology», також вона увійшла до «500 найкращих пісень усіх часів за версією журналу Rolling Stone» під номером 445. Пісня, можливо, є найвідомішою в гурту, і концерти The Stooges, що відродилися в 2000-х, зазвичай завершуються виконанням «I Wanna Be Your Dog» на біс.

## Про назву
Коли The Stooges написали «I Wanna Be Your Dog», гурт намагався вигадати ідеальну пікап-фразу для ситуації, якби ти був панком у Детройті. Як пояснив гітарист Рон Ешетон: 
|  | Назва пішла від того, що ти бачиш якусь дівчину, яка тобі дуже сподобалася, і що найгрубіше, але ввічливе, ти міг сказати? „Ну, привіт, крихітко, я хочу бути твоєю собакою!“. Усі назви походять із реального сленгу. |

## Музика
Основний риф пісні складається всього з трьох акордів (G, F♯, Em) і повторюється протягом практично всієї пісні, за винятком початку — важкого і брудного вступу гітари. Крім цього, протягом всієї пісні звучить одноманітне піаніно, що безперервно грає одну ноту (додати цю партію було ідеєю Джона Кейла). Є думка що так він демонструє, що дух The Velvet Underground можна застосовувати. Іноді партію піаніно вважають відсиланням до пісні The Kinks «You Really Got Me». На концертах в аранжуванні пісні також іноді використовується саксофон.

## Сюжет
На початку пісні Іггі повідомляє про те що перебуває під впливом наркотиків, алкоголю чи божевілля, що переростає у бажання первісного сексуального потягу, яке проходить через усю пісню.
Він має намір протистояти своїй потенційній домінатрисі і діяти згідно з його примітивними бажаннями. Іггі повністю підкориться, виступаючи в ролі її собаки. Ця пісня відкрито описує сексуальне домінування і підкорення. Іггі вважає себе покірною стороною, яка просить про секс. Людина, яка займала таку позицію в той час, мабуть, вважалася дуже прискіпливою і безумовно підривною (або диверсійною). Суміш самоприниження та непокори є важливою складовою у розвитку іміджу The Stooges та панк-року як жанру.[джерело?]
Під час сексуального контакту Іггі закриває очі що ставить його у вразливий стан. Він перестає бачити що робить його партнерка, він віддає контроль над ситуацією їй. Посилання на вживання наркотиків та почуття відмови від контролю — це фіксує знеохочений і дещо гіркий світогляд The Stooges.[джерело?]
Наприкінці другого куплету Іггі використовує фразу «Burning sands» (укр. Палаючі піски) яка зазвичай використовується для опису суворого ритуалу ініціації або дідівщини.[джерело?]
Хоча жанри мають не надто багато спільного, цілком можливо, що ця пісня була натхненна старовинною вестерн-піснею «Salty Dog», популярною завдяки американському фольклорному співаку Рамбліну Джеку Елліотту.

## Виконання іншими гуртами та співаками
Альтернативну версію пісні виконав сам Іггі Поп за участю Девіда Бові на концертному альбомі «TV Eye Live 1977». Пісню переспівано безліч разів, зокрема гуртами Joan Jett & the Blackhearts, Red Hot Chili Peppers, Nirvana, Девід Бові, Pere Ubu, The White Stripes, The Primitives, Емілі Симон, співаком Костянтином Ступіном. «I Wanna Be Your Dog» також виконували Sex Pistols; крім цього, Сід Вішез у період короткої кар'єри після розпаду гурту зробив її постійною частиною своїх концертів (жива версія пісні увійшла до його сольного альбому «Sid Sings»). В кінці 1970-х пісню часто виконував на концертах Річард Хелло. Версія нойз-рок-гурту Sonic Youth увійшла на їхній дебютний альбом 1983 року «Confusion Is Sex». Версія Slayer, яка увійшла на їхній альбом хардкорових каверів «Undisputed Attitude» в 1996 року дуже відрізняється текстом, у якому натяки на мазохізм замінено ідеєю домінування в сексі, а також вийшла під зміненою назвою («I'm Gonna Be Your God»). У 2007 році R.E.M. і Патті Сміт виконали цю пісню на церемонії уведення до Зали слави рок-н-ролу.

## Пісня у творах
Пісня увійшла до саундтреку фільмів «Карти, гроші, два стволи», «Перевізник 3»; також вона звучала в грі GTA IV і в фільмах «Багряні ріки 2», «У променях слави», «Нещадний», «Ворон 2: Місто ангелів», «Раневейс», «Сід і Ненсі», скейтбордерському відео компанії «Flip» під назвою «Sorry» і в 16 серії другого сезону телевізійного серіалу «Як я зустрів вашу маму», а також у грі Vietcong. Пісню виконували музиканти на російській телепередачі «Вечірній Ургант». Лу Рід назвав «I Wanna Be Your Dog» кращим записом Іггі. У березні 2005 року, журнал Q помістив «I Wanna Be Your Dog» на 13-й рядок свого списку «100 найкращих гітарних треків».

## Список композицій

### Сингл # 1
1. «I Wanna Be Your Dog»
2. «1969»

### Сингл # 2
1. «I Wanna Be Your Dog»
2. «Ann»

### Промосингл (випущений раніше від офіційного)
1. «I Wanna Be Your Dog» (моно-версія)
2. «I Wanna Be Your Dog» (стерео-версія)